# 2,2,2-trichlorethanol
2,2,2-Trichlorethanol je organická sloučenina, chlorovaný derivát ethanolu. Jeho farmakologické účinky na člověka jsou podobné jako u chloralhydrátu a chlorbutanolu. V těle může vznikat jako metabolit hypnotikatriklofosu (2,2,2-trichloroethylfosfátu).
V minulosti se používal jako sedativum a hypnotikum.
Dlouhodobé vystavení 2,2,2-trichlorethanolu může mít za následek poškození ledvin a jater.

## Použití
2,2,2-Trichlorethanol může být přidán k SDS-PAGE gelům za účelem umožnění fluorescenční detekce bílkovin bez jejich označování barvivem. Po tomto úkonu lze další analýzu, například pomocí Western blotu.

### V organické syntéze
2,2,2-Trichlorethanol je účinnou chránicí skupinou u karboxylových kyselin, jelikož jej lze snadno připojit i odstranit.